# Magdalena de Guzmán
Magdalena de Guzmán, död 1621, var en spansk hovfunktionär. Hon var hovdam till Spaniens drottning Elisabeth av Valois 1567-68, och hovmästarinna till Margareta av Österrike (1584–1611) och Elisabet av Frankrike (1602–1644), och kunglig guvernant till Anna av Österrike. Hon spelade en inflytelserik roll vid hovet, särskilt under sin tid som drottning Margaretas hovdam, då hon ingick i Margaretas hovfraktion mot Lerma. 